# Margie (Vorname)
Margie ist ein weiblicher Vorname.

## Herkunft und Bedeutung
Der Name ist die englische Verkleinerungsform von Margaret.
Varianten sind unter anderem Madge, Maggie, Mamie, Marge, Mae, Mariel, Marinda, Mayme, Meg, Peg, Peggie, Peggy, Midge und Molly.

## Bekannte Namensträgerinnen
- Velma Margie Barfield (1932–1984), US-amerikanische Serienmörderin
- Margie Dingeldein (* 1980), US-amerikanische Wasserball-Spielerin
- Margie Evans (1939–2021), US-amerikanische Blues- und Gospelsängerin
- Margie Gibson (* 1917), US-amerikanische Arrangeurin und Songwriterin
- Margie Goldstein-Engle (* 1958), US-amerikanische Springreiterin
- Margie Hendrix (1935–1973), US-amerikanische Blues- und Soul-Sängerin
- Margie Joseph (* 1950), US-amerikanische Soul- und R&B-Sängerin
- Margie Kinsky (* 1958), italienische Schauspielerin
- Margie Mahoney (* 1952), US-amerikanische Skilangläuferin
- Margie Santimaria (* 1989), italienische Triathletin
- Margie Sudre (* 1943), französische Politikerin